# Mats Karlsson (bowlingspelare)
Mats Rune Karlsson, född 12 augusti 1956, är en svensk bowlingspelare. Han har bland annat spelat i Örgryte IS från Göteborg innan han blev proffs på PBA-Touren, bowlingens proffstour i USA, där han blev den förste icke-amerikanen att vinna en PBA Tour-titel.
Karlsson tog totalt tre PBA-titlar. Han har också varit tränare för det norska landslaget som har tagit flera medaljer i VM och EM, men slutade 2014. Han drev även Lundby Stadium Bowl på Wieselgrensplatsen i Göteborg.
Han blev 2009 utsedd till århundradets bowlare av Svenska bowlingförbundet.